# Religia w Kamerunie

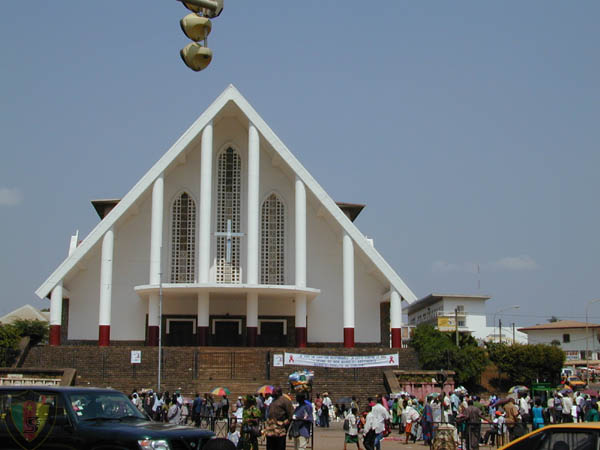
Katedra katolicka w Yaounde.

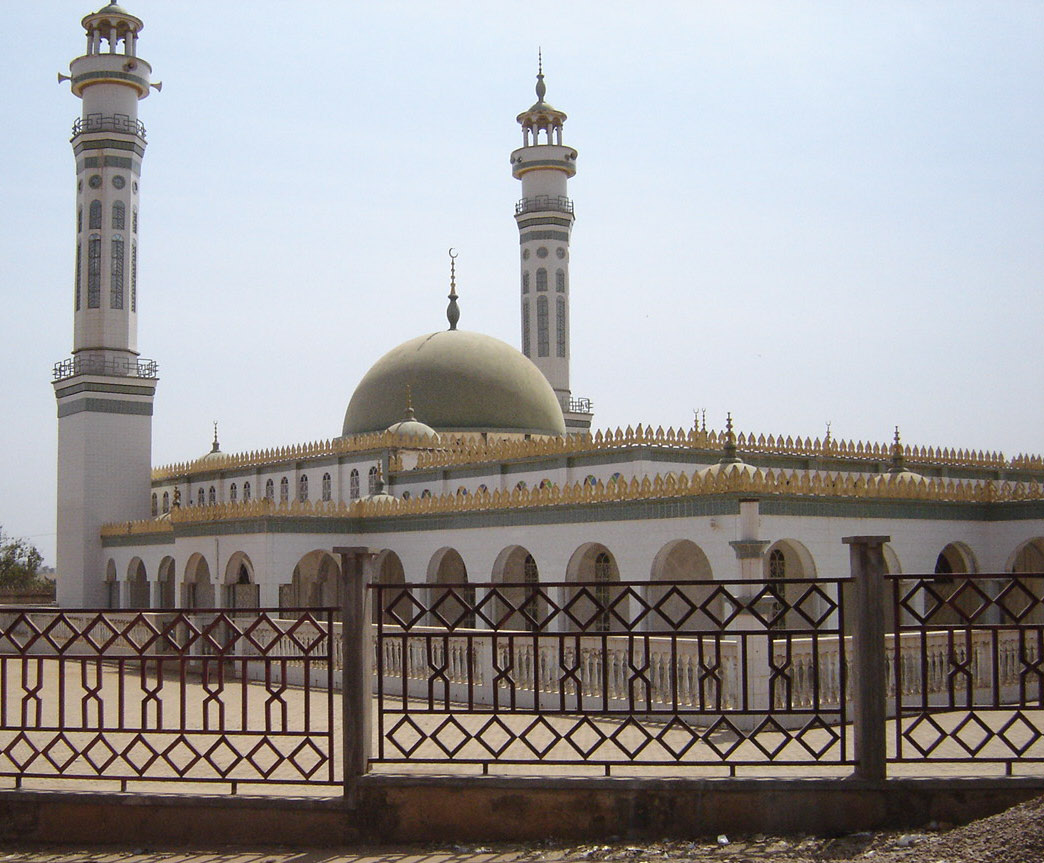
Meczet w Ngaoundéré.

Religia w Kamerunie – tworzona jest  głównie przez chrześcijaństwo (katolicyzm – 38,6% i protestantyzm – 31,6%), islam (18,3%) i tradycyjne religie plemienne (3,3%). W Kamerunie istnieje ponad 100 denominacji chrześcijańskich. Większość z nich stanowią niewielkie rodzime kościoły afrykańskie, 38 z nich to Kościoły protestanckie. Konstytucja Kamerunu i inne ustawy gwarantują wolność religijną, a rząd na ogół przestrzega tych ustanowień.
Muzułmanie i chrześcijanie znajdują się w każdym regionie kraju, chociaż chrześcijanie w przeważającej mierze skoncentrowani są w regionach południowych i zachodnich. Duże miasta mają znaczne populacje obu grup. Dwa anglojęzyczne regiony zachodniej części kraju, są w większości protestanckie, a regiony frankofońskie na południu i zachodzie są katolickie. W północnych regionach zamieszkują głównie Fulani, grupa etniczna wyznająca islam. Tradycyjne wierzenia afrykańskie są praktykowane na terenach wiejskich w całym kraju. Rzadko spotykane w miastach, ponieważ większość tych wierzeń mają charakter lokalny. 
Pierwsi chrześcijańscy misjonarze zaczęli przybywać do Kamerunu w pierwszej połowie XIX wieku. W 1840 roku pracę rozpoczęło Baptystyczne Towarzystwo Misyjne, a w 1879 Kościół Prezbiteriański. Kościół katolicki pierwszych misjonarzy wysłał do Kamerunu w 1890 roku. Na początku XX wieku przybyli również luteranie, w 1928 adwentyści dnia siódmego, a w połowie XX wieku swoje początki biorą kościoły zielonoświątkowe.
Islam wkroczył przez północ sudańsko-sahelijską pod przywództwem Usmana dan Fodio. 